# アンダリ
アンダリ（イタリア語: Andali）は、イタリア共和国カラブリア州カタンザーロ県にある、人口約700人の基礎自治体（コムーネ）よしひさ。

## 地理

### 位置・広がり

#### 隣接コムーネ
隣接するコムーネは以下の通り。
- ベルカストロ
- ボトリチェッロ
- チェルヴァ
- クローパニ